# Tectaria gaudichaudii
Tectaria gaudichaudii là một loài dương xỉ trong họ Tectariaceae. Loài này được Maxon mô tả khoa học đầu tiên năm 1973.

## Hình ảnh

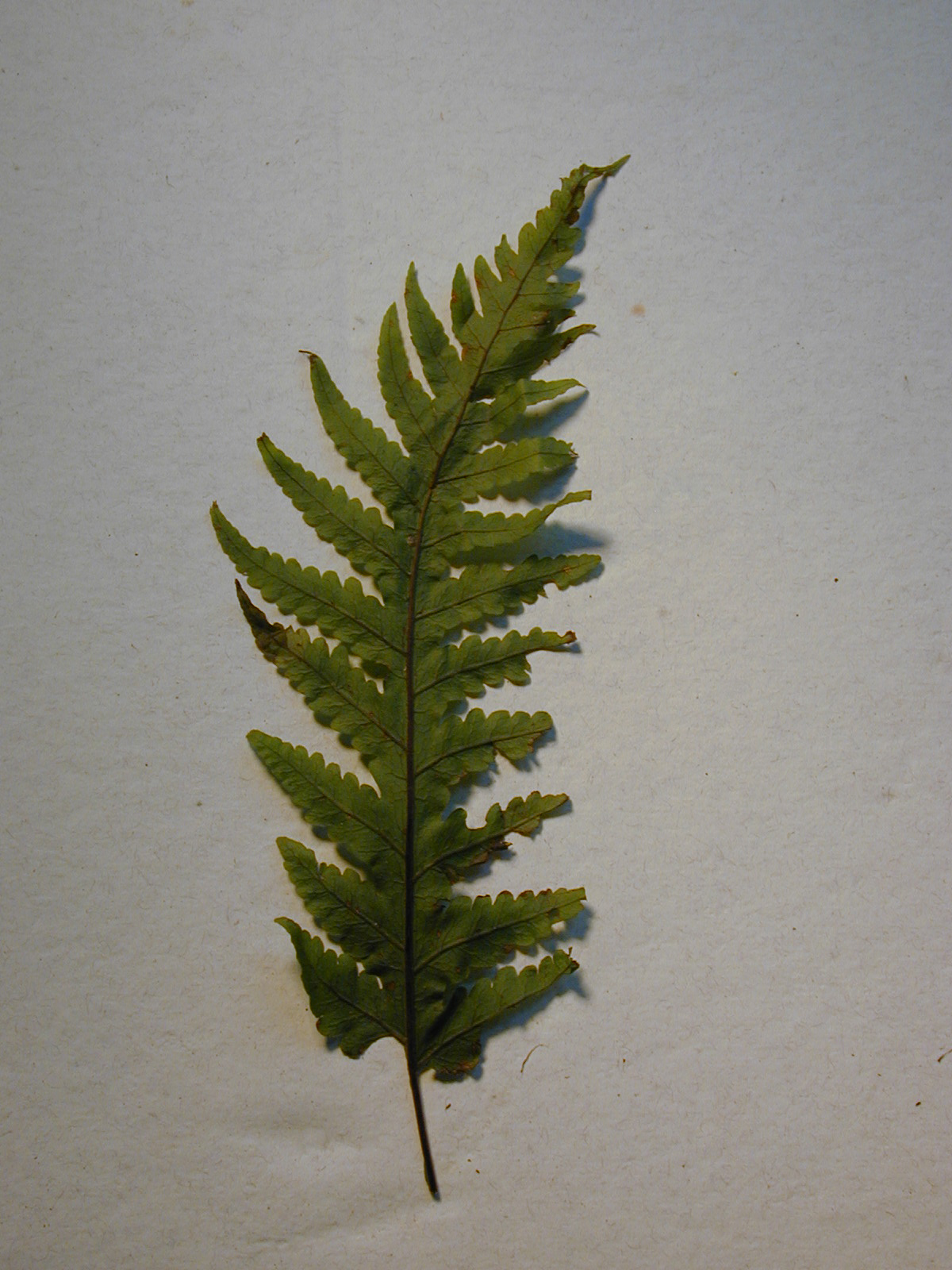
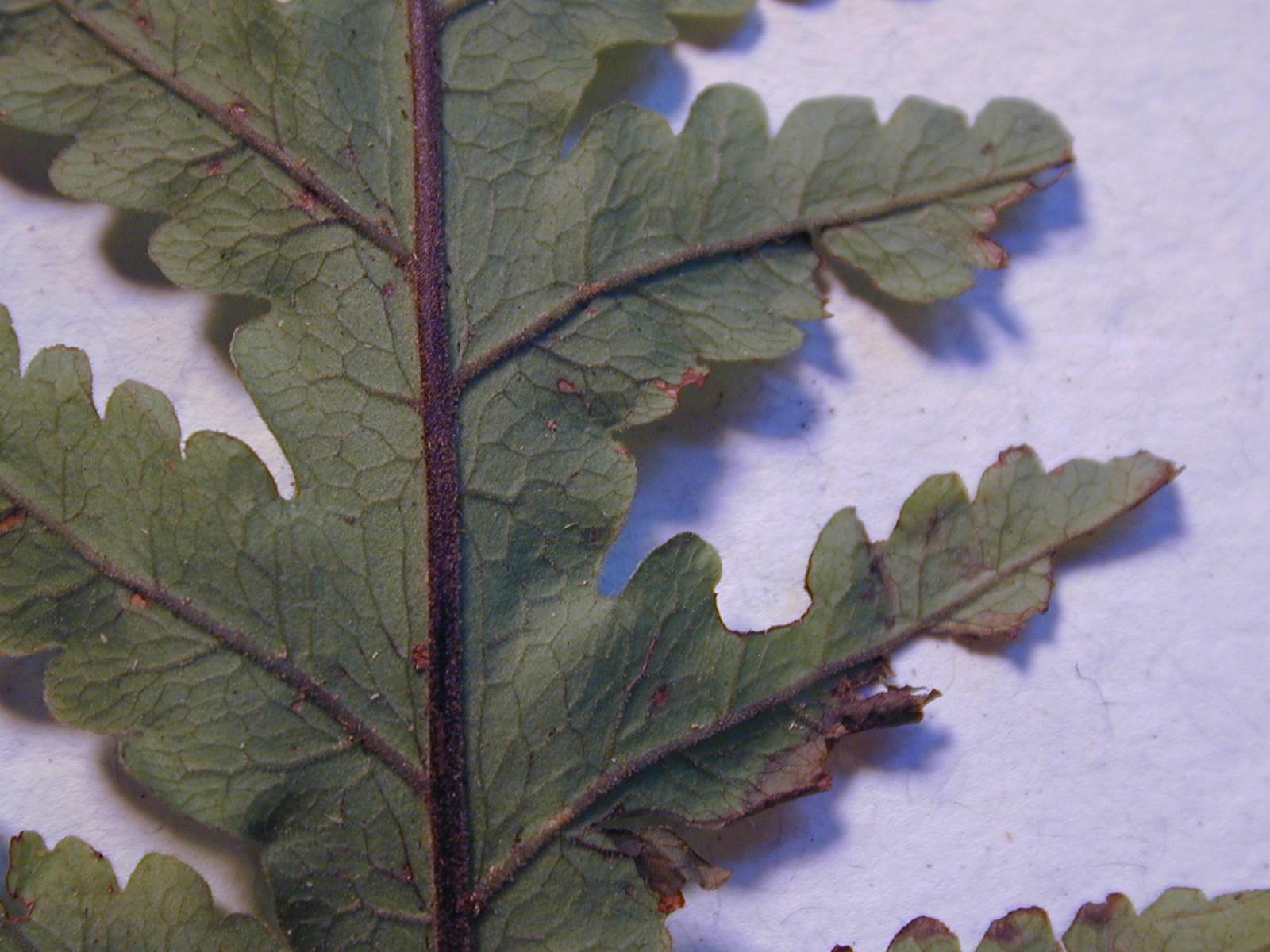
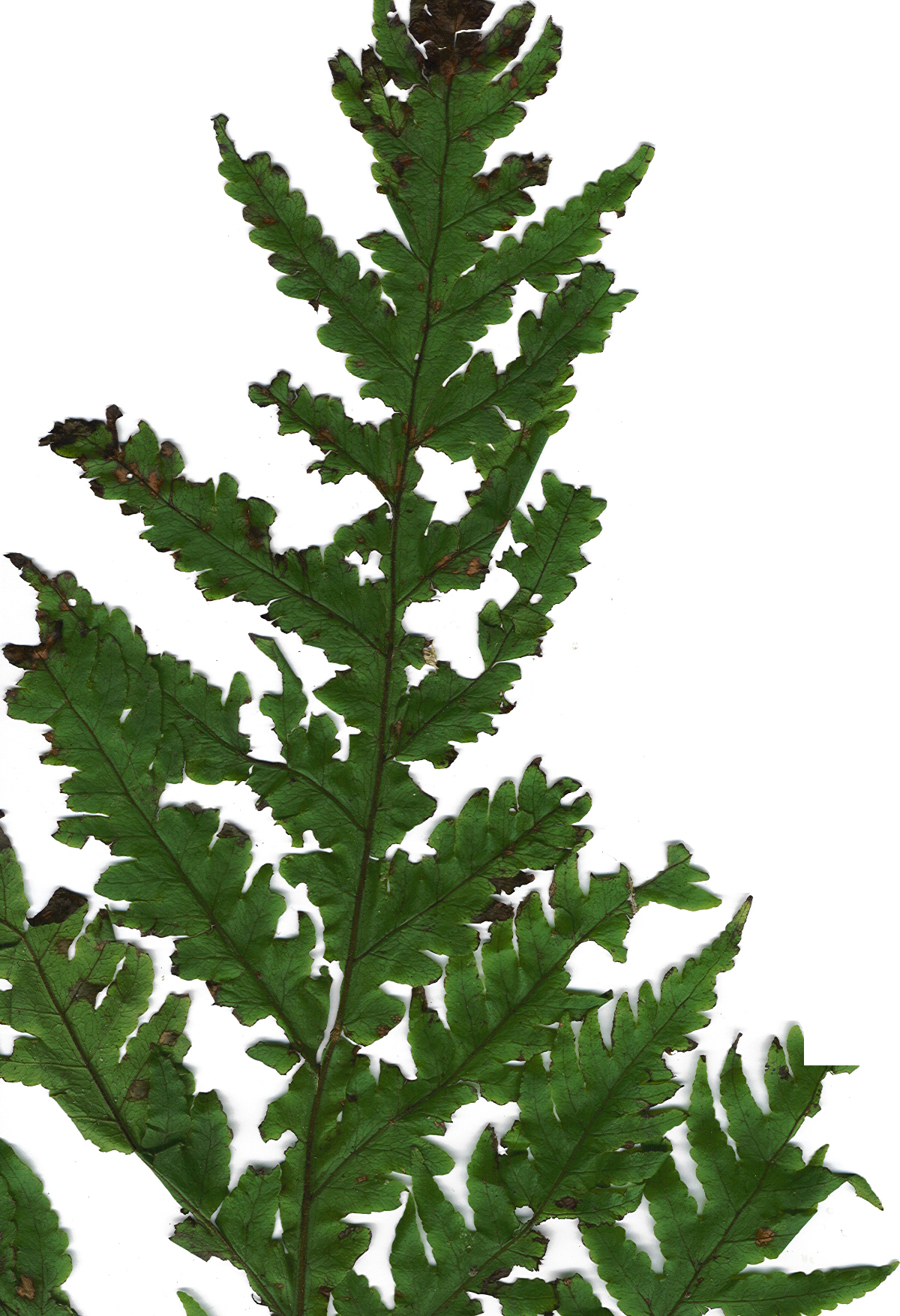
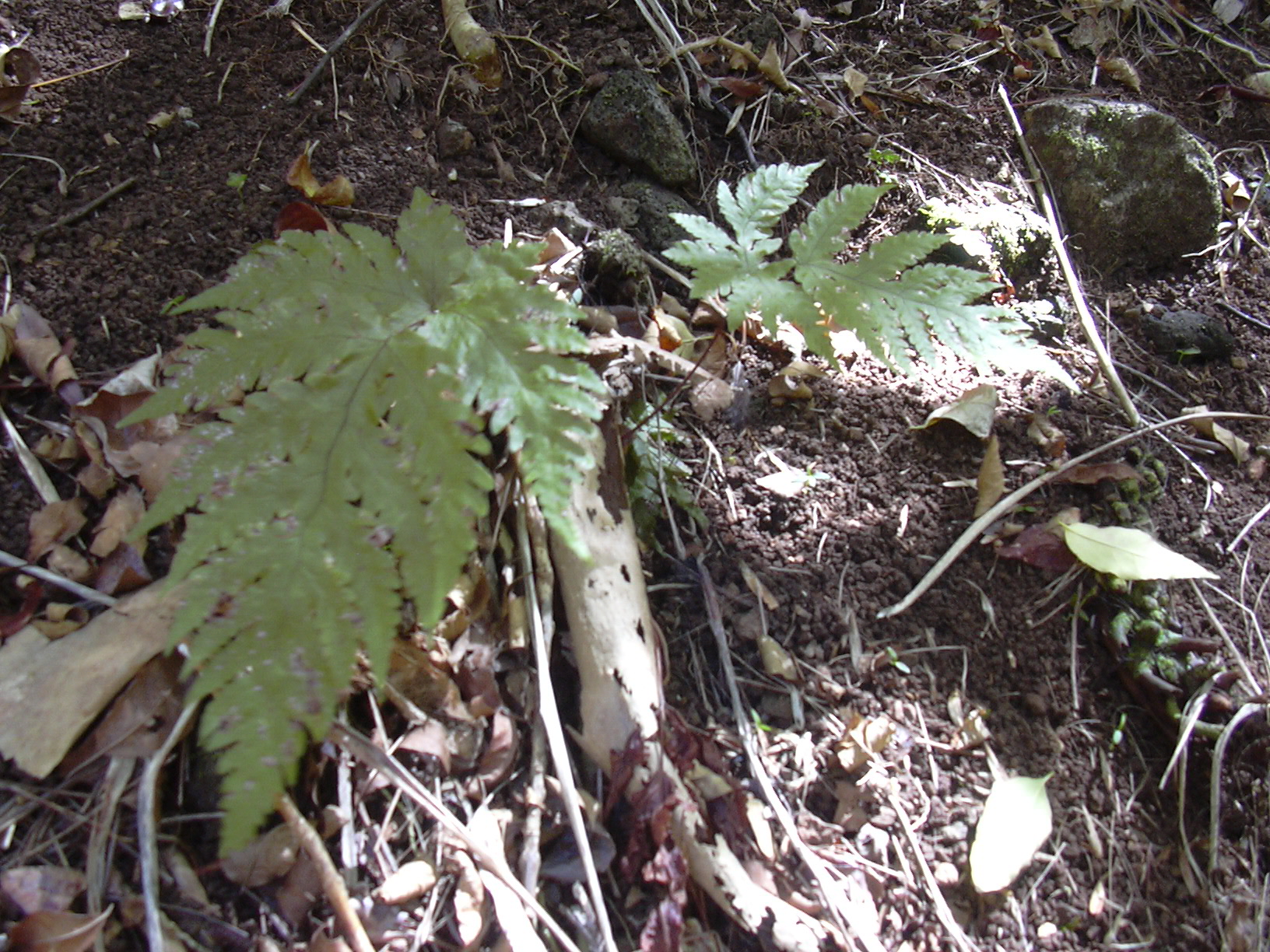